# Усть-Таловка (Восточно-Казахстанская область)
Усть-Тало́вка (каз. Усть-Таловка) — посёлок в Шемонаихинском районе Восточно-Казахстанской области Казахстана, административный центр Усть-Таловской поселковой администрации. Код КАТО — 636863100.

## География
Посёлок расположен на западе Шемонаихинского района, на левом берегу реки Уба, в 6 километрах к югу от районного центра города Шемонаиха. Через посёлок проходит железная дорога «Защита — Шемонаиха»; по улице Василия Шаламова напротив садового товарищества «Горняк» располагается одноимённая железнодорожная станция. Соседние населённые пункты: Половинка в 2 километрах к северу, Камышинка в 3 километрах к западу. Транспортное сообщение осуществляется автомобильными дорогами областного значения KF-40 «Шемонаиха — Усть-Таловка» и районного значения KF SH-02 «Усть-Таловка — Заречное». Высота центра населённого пункта — 275 метров над уровнем моря. К юго-востоку от села располагается Николаевский карьер.

## Население
| Численность населения | Численность населения | Численность населения | Численность населения | Численность населения |
| 1979                  | 1989                  | 1999                  | 2009                  | 2021                  |
| --------------------- | --------------------- | --------------------- | --------------------- | --------------------- |
| 4720                  | ↗6249                 | ↘6081                 | ↘5771                 | ↘4756                 |

### Известные уроженцы
- Астафьев, Иван Михеевич — Герой Советского Союза.